# Pegomya pachura
Pegomya pachura är en tvåvingeart som beskrevs av Fan 1982. Pegomya pachura ingår i släktet Pegomya och familjen blomsterflugor. Inga underarter finns listade i Catalogue of Life.